# Leucaspis manii
Leucaspis manii är en insektsart som först beskrevs av Borchsenius 1964.  Leucaspis manii ingår i släktet Leucaspis och familjen pansarsköldlöss. Inga underarter finns listade i Catalogue of Life.